# Andrejan Tolstych
Andrejan Tolstych (rusky Андреян Толстых) (18. století? Selenginský ostroh – 2. října 1766) byl ruský mořeplavec, lovec, selenský obchodník a průzkumník severního Tichého oceánu.

## Životopis
Není známo kdy se narodil, předpokládá se, že se narodil v Selenginském ostrohu. Pravděpodobně dorazil na Kamčatku krátce po 2. kamčatské expedici Vituse Beringa. V historických záznamech se objevuje poprvé v roce 1747, kdy ve službách obchodníka Cholodilova vyplul na lodi Sv. Jan z Nižněkamčatsku na Komandorské ostrovy, aby v jejich okolí pátral po bájné zemi Joao da Gamy, které se někdy přezdívalo i Stellerova země, protože po ni aktivně pátral v roce 1741 Georg Wilhelm Steller a ve svém lodním deníku se zmínil, že tato tajemná země musí být nedaleko Komandorských ostrovů. Neexistující zemi nenašel a v srpnu 1748 se vrátil do Nižněkamčatsku s malým množstvím bobřích kůží získaných na Beringově ostrově.
V roce 1749 dorazil na lodi Sv. Jan opět na Komandorské ostrovy, kde lovil u Beringova ostrova korouny, které používal jako zdroj masa pro další cesty na lovecké a objevitelské výpravy do okolí. Právě díky snadnému lovu tzv. Stellerovy krávy si udělal z Beringova ostrova svou základnu pro své plavby. Přes léto lovil na moři a přezimovával na Beringově ostrově. Na Kamčatku se vrátil až v roce 1753. Rozprodal své úlovky a ještě v tom roce se vydal na dvouletou plavbu na Aleutské ostrovy.
V roce 1756 byl již natolik bohatý díky svým plavbám, že si postavil svou vlastní loď Svatý Andrej a Natalie a na další plavby mohl plout pod svým jménem a jako samostatný obchodník. V letech 1756–1579 lovil a obchodoval na Blízkých ostrovech. Do Nižněkamčatsku se vrátil s obrovským bohatstvím – krom jiného přivezl 5360 bobřích a 1190 liščích kožešin..
V letech 1760–1764 objevil ve střední části Aleut několik nových ostrovů (Sitkin, Tagalach, Amlja, Tatalak, Atka, Kanaga aj.), kde v té době žilo asi 3 tisíce domorodých Aleuťanů. Tolstych strávil na nově objevených ostrovech tři roky a vedl podrobné záznamy jak o těchto zemích, tak o obyvatelích. Během tří let nashromáždil obrovské bohatství v podobě desetitisíců kožešin a s takto bohatým nákladem se vracel na Kamčatku. Při bouřlivé plavbě, ale byla jeho loď poškozena. Námořníci museli zakotvit a provizorně ji opravit. S poškozenou lodí se pak vraceli zpět na Kamčatku, ale loď cestu nezvládla; těsně při kamčatském pobřeží se potopila. Tolstychovi se podařilo zachránit celý drahocenný náklad kožešin, neztratil jediného námořníka, ale přišel o své lodní deníky a záznamy pozorování nových ostrovů.
V Nižněkamčatku se Tolstych věnoval se svými dvěma kozáckými společníky Vasjutinským a Lazarevem několik měsíců sepisování zpráv o nových ostrovech. Po paměti malovali mapy, popisovali obyvatelstvo. Zpráva se dostala až k carevně Kateřině II. Veliké, která za objevení nových ostrovů a přivezení tolika kožešin Tolstycha a jeho dva společníky povýšila do šlechtického stavu. Tolstych dostal navíc právo ponechávat si desetinu veškeré kořisti pro sebe. Stal se tak jedním z nejbohatších obchodníků na Kamčatce.
Měl více peněz než kdykoliv mohl utratit, svým jménem posílal jiné lodě na obchod s kožešinami a sám toužil objevit bájnou Stellerovu zemi. Jeho kozáčtí společníci ale nevěřili, že tato země existuje a nechtěli ji hledat. Odmítli s ním plout do neznáma a vrátili se na nově objevené ostrovy, které byly na Tolstychovu počest pojmenovány Andrejanovy ostrovy. Tolstych postavil dvě nové lodě – Svatý Petr a Svatý Pavel. Dne 10. září 1765 obě lodi vypluly z Ochotska, výprava přezimovala v Bolšerecku a v létě 1766 se vydala ke Kurilským ostrovům hledat novou zemi. Tolstych zmapoval některé Kurilské ostrovy. Po dva měsíce Tolstych křižoval moře a hledal Stellerovu zemi, pak rezignoval na úspěch a rozhodl se vrátit do Nižněkamčatsku a pak se vydat za obchodem na Aleutské ostrovy. Při cestě zpět na Kamčatku se ale Tolstychova loď dostala 2. října 1766 do silné bouře a ztroskotala u Šipunského poloostrova na Kamčatce. Z 63 námořníků přežili jen 3 – Tolstych mezi nimi nebyl, utopil se.

## Památka
- Andrejanovy ostrovy jsou pojmenovány na jeho počest
- Ulice v Novoselenginsku